# Madea, grand-mère justicière
Série Madea (en)
Affaire de femmes
(2006)
Pour plus de détails, voir Fiche technique et Distribution.
Madea, grand-mère justicière (Diary of a Mad Black Woman) est un film américain réalisé par Darren Grant (en) et sorti en 2005. 
C'est le premier film mettant en scène le personnage de Madea (en), interprété par Tyler Perry, d'après sa pièce de théâtre du même nom (en). Cette comédie dramatique est sortie dans les salles américaines le 25 février 2005 ; en France, elle est sortie en DVD.

## Distribution
- Tyler Perry (VF : Lucien Jean-Baptiste) : Madea Simmons, Joe Simmons et Brian Simmons
- Kimberly Elise (VF : Géraldine Asselin) : Helen Simmons-McCarter
- Steve Harris : Charles McCarter
- Shemar Moore (VF : David Krüger) : Orlando
- Lisa Marcos : Brenda
- Tamara Taylor : Debrah Simmons
- Cicely Tyson (VF : Michèle Bardollet) : Myrtle Simmons
- Terrell Carter : le révérend Carter
- Carol Mitchell Leon : Mildred
- Tiffany Evans (VF : Elsa Davoine) : Tiffany
- Gary Anthony Sturgis : Jamison Milton Jackson
- Tamela Mann : Cora Simmons
- Mablean Ephriam (VF : Déborah Claude) : la juge Ephriam
- E. Roger Mitchell : Kalvin
- Cedric Pendleton : Max

## Bande originale
La BOF est disponible chez Motown Records.
1. Purify Me – India.Arie
2. Sick and Tired – Monica
3. Different Directions – Angie Stone
4. Things I Collected – Tamia
5. I Wanna Swing – Cheryl Pepsii Riley
6. I Wanna Love Again – Natalie Cole
7. Fallen in Love – Darlene McCoy
8. Ain't It Funny – Heather Headley
9. One of Us – Cheryl Pepsii Riley
10. I Wanna Be Free – Patti Labelle
11. Father, Can You Hear Me – Cheryl Pepsii Riley, Tamela J. Mann, Terrell Carter, Tiffany Evans
12. Take It to Jesus – Tamela J. Mann

## Suites
Une première suite intitulée Affaire de femmes (Madea's Family Reunion) est sortie en 2006. À la suite du 2e opus, 8 autres suites sont sorties.